# Gul honungsfågel
Gul honungsfågel (Stomiopera flava) är en fågel i familjen honungsfåglar inom ordningen tättingar.

## Utseende och läte
Gul honungsfågel är en medelstor medlem av familjen med en kort svart näbb. Fjäderdräkten är nästan helt enfärgad gul, utan streck, kindfläckar och vingband som hos många andra honungsfåglar. Lätet är ett genomträngande "whee-whee" eller en enkel ljus vissling.

## Utbredning och systematik
Gul honungsfågel delas in i två underarter:
- Stomiopera flava flava – förekommer i norra Queensland (Kap Yorkhalvön)
- Stomiopera flava addensa – förekommer i kustnära centrala Queensland (Burdekinfloden till centrala Sarina)

### Släktestillhörighet
Arten placerades tidigare i Lichenostomus tillsammans med en mängd andra arter. Genetiska studier visar att de dock inte är varandras närmaste släktingar,. Lichenostomus har därför brutits upp i ett antal mindre släkten, varvid gul honungsfågel med släktingar förs till Stomiopera.

## Levnadssätt
Gul honungsfågel hittas i stort sett i alla typer av miljöer där det finns träd, inklusive trädgårdar och mangroveskogar. Den födosöker högt uppe i trädkronorna.

## Status
Arten har ett stort utbredningsområde och beståndet anses stabilt. Internationella naturvårdsunionen IUCN listar den därför som livskraftig (LC).

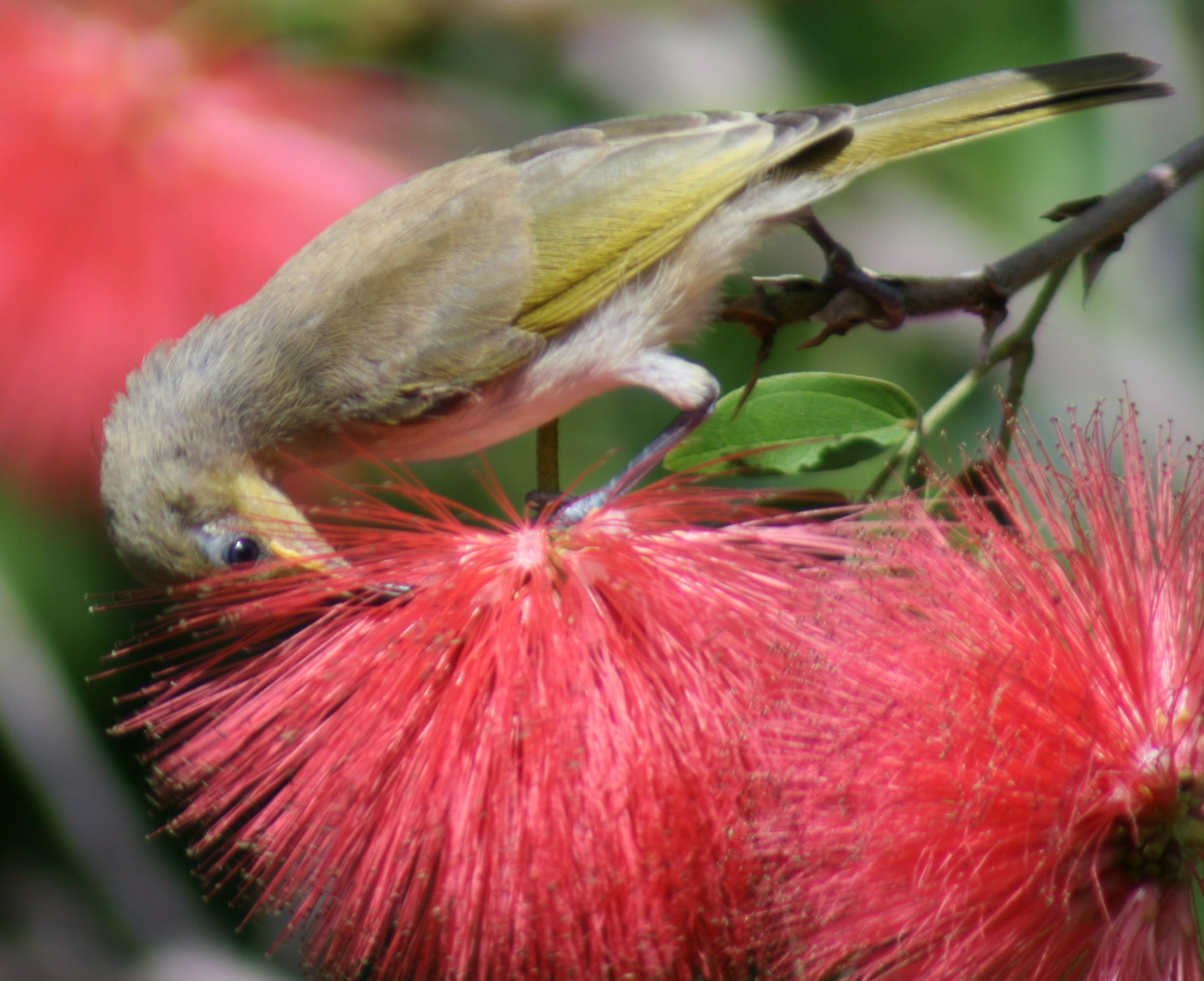